# Xian H-6
Xian H-6 (kineski 轟-6 / 轰-6, Pinyin Hōng-6 - "bombarder-6") je licencno izgrađena inačica sovjetskog bombardera Tu-16 u Kini.
Godine 1959. Sovjetski Savez je isporučio prva dva kompleta Tu-16 u Kinu, gdje su bili sastavljeni u tvornici zrakoplova u Harbinu ( 哈尔滨飞机, također poznat kao "Tvornica 122" današnje Harbin Aircraft Industry Group ) sastavljeni su i prvi put poletjeli u rujnu 1959. Nakon pogoršanja odnosa između Kine i Sovjetskog Saveza, licencirana proizvodnja Xian Aircraft Company sporo je napredovala. 1969 započela je serijska proizvodnja ove prve verzije, modificirane iz Tu-16, s najmanje 120 zrakoplova.

## Naoružanje

### Cijevno naoružanje za samoobranu
Ovisno o verziji, H-6 je naoružan sa do sedam mitraljeza Afanasjev-Makarov AM-23 kalibra 23 mm, sličnih Tu-16. Dvije od njih nalaze se u stražnjem nosaču na stražnjem postolju iu dvije spljoštene daljinski upravljane kupole za oružje na trupu iza kokpita i ispod trupa ispred repnog dijela. Ovi automatski topovi mogu biti vođeni radarom na krmenoj bazi ili ručno od strane strijelaca. Topnik za donju kupolu ima dvije bočne osmatračke kupole na stražnjoj strani trupa. Topnik za gornju kupolu sjedi iza pilota suprotno od smjera leta i može vidjeti svoje strelište kroz promatračku kupolu ispred kupole. Na nekim verzijama Badgera, sedmi top postavljen je kruto u smjeru leta na desnoj strani kupole nosa i njime upravlja pilot.
- 1× 23mm automatski top Afanasjev-Makarov AM-23 sa 200 metaka
- 1 × dvostruki lafet u rotirajućoj kupoli 9-A-036 s 2 × 23 mm mitraljeza Afanasjew-Makarow AM-23 svaki s 225 metaka streljiva u stražnjem postolju. Stražnji strijelac ga je kontrolirao iz svoje kabine pod tlakom pomoću radara za upravljanje paljbom "Bee Hind".
- 2 × dvostruka nosača u rotirajućim kupolama, svaka s 2 × 23 mm mitraljeza Afanasjev-Makarov AM-23 s po 200 metaka ispod i iznad trupa

### Vođeni projektil zrak-zemlja
- 2 × Hongdu C-101 (FL-2 ili HY-3) – protubrodske rakete
- 2 × Hongdu Aviation Industry Corporation C-301 (HY-3) – protubrodski projektil
- 2 × C-601 (CAS-1 “Kraken” / YJ-6 / SS-N-2 Styx) – protubrodske rakete
- 2 × C-611 "Kraken" / YJ-61 (samo protubrodski projektil H-6D)
- 2 × C-801/YJ-81 – protubrodske rakete
- 6 × China Haiying Electromechanical Technology Academy KD-88 (KongDi-88) C-802
- 2–7 × DH-10/CJ-10K "Chang Jian" krstareće rakete (samo H-6M/K)
- 2 × Casi YJ-62 ( C-602 ) – krstareće rakete
- 2 × KD-63 (samo H-6H) – krstareće rakete protiv brodskih ciljeva
- 6 × DongHai 10 (CJ-20/KD-20) – krstareća raketa dugog dometa (2000. km dometa, konvencionalna ili nuklearna bojna glava ) H-6K može nositi na šest vanjskih punktova.[1]

## Tehničke specifikacije
| Parametar          | H-6 | H-6K                                                                 |
| ------------------ | --- | -------------------------------------------------------------------- |
| Posada             | 6 | 4                                                                    |
| Duljina            | 34,8 m | 34,80 m                                                              |
| Raspon             | 34,2 m | 33 metra                                                             |
| Visina             | 9,85 m | 10,36 m                                                              |
| Naprezanje krila   | 7.0 | 6.6                                                                  |
| Prazna masa        | 37.900 kg | 37 230 kg                                                            |
| Maks. početna masa | 75.800 kg | 79 000 kg                                                            |
| Najveća brzina     | 1050 km/h | 1050 km/h                                                            |
| Maks.visina        | 13.100 m | 12 800 m                                                             |
| Domet              | 6000 km | 6000 km                                                              |
| Motor              | 2 turbomlazna motora Wopen WP8 svaki sa 93kN potiska | 2 turboventilatorska motora Solovyov D-30 KP2 svaki sa 117kN potiska |
| Naoružanje         | sedam topova od 23 mm (jedan fiksni, dva na svakom stražnjem zapovjednom mjestu, dvije barbette ) do 9000 kg unutarnji i vanjski naboj koji se može odbaciti | 6 potkrilnih stanica za krstareće rakete                             |

## Vanjske poveznice
- Datenblatt bei SinoDefence (Memento vom 25. Januar 2009 im Internet Archive)
- H-6 Strategic bomber., In: redstar.gr (englisch, griechisch, russisch)